# Olympiakos Syndesmos Filathlōn Peiraiōs 2023-2024
Questa voce raccoglie le informazioni riguardanti l'Olympiakos nelle competizioni ufficiali della stagione 2023-2024.

## Maglie e sponsor
| 1ª divisa | 2ª divisa | 3ª divisa |

## Rosa
| N. |                       | Ruolo | Calciatore                       |
| -- | --------------------- | ----- | -------------------------------- |
| 1  | Grecia (bandiera)     | P     | Alexandros Paschalakīs           |
| 3  | Argentina (bandiera)  | D     | Francisco Ortega                 |
| 4  | Guinea (bandiera)     | C     | Mady Camara                      |
| 5  | Portogallo (bandiera) | C     | André Horta                      |
| 6  | Portogallo (bandiera) | C     | Chiquinho                        |
| 7  | Grecia (bandiera)     | C     | Kōstantinos Fortounīs (capitano) |
| 8  | Spagna (bandiera)     | C     | Vicente Iborra                   |
| 9  | Marocco (bandiera)    | A     | Ayoub El Kaabi                   |
| 10 | Brasile (bandiera)    | A     | Gustavo Scarpa                   |
| 10 | Portogallo (bandiera) | C     | Gelson Martins                   |
| 11 | Marocco (bandiera)    | A     | Youssef El-Arabi                 |
| 12 | Guinea (bandiera)     | A     | Algassime Bah                    |
| 14 | Grecia (bandiera)     | C     | Thanasis Androutsos              |
| 14 | Portogallo (bandiera) | D     | Rúben Vezo                       |
| 15 | Grecia (bandiera)     | C     | Sōtīrīs Alexandropoulos          |
| 16 | Argentina (bandiera)  | D     | Nicolás Freire                   |
| 16 | Portogallo (bandiera) | D     | David Carmo                      |
| 17 | Grecia (bandiera)     | C     | Marios Vrousai                   |
| 17 | Capo Verde (bandiera) | A     | Jovane Cabral                    |
| 18 | Spagna (bandiera)     | D     | Quini                            |

| N. |                        | Ruolo | Calciatore            |
| -- | ---------------------- | ----- | --------------------- |
| 19 | Grecia (bandiera)      | A     | Giōrgos Masouras      |
| 20 | Portogallo (bandiera)  | C     | João Carvalho         |
| 21 | Spagna (bandiera)      | C     | Pep Biel              |
| 22 | Brasile (bandiera)     | D     | Ramon                 |
| 22 | Montenegro (bandiera)  | A     | Stevan Jovetić        |
| 23 | Brasile (bandiera)     | D     | Rodinei               |
| 24 | Israele (bandiera)     | D     | Doron Leidner         |
| 25 | Ecuador (bandiera)     | D     | Jackson Porozo        |
| 27 | Inghilterra (bandiera) | D     | Omar Richards         |
| 29 | Spagna (bandiera)      | A     | Fran Navarro          |
| 32 | Argentina (bandiera)   | C     | Santiago Hezze        |
| 36 | Inghilterra (bandiera) | D     | Nelson Abbey          |
| 41 | Francia (bandiera)     | D     | Giulian Biancone      |
| 45 | Grecia (bandiera)      | D     | Panagiōtīs Retsos     |
| 56 | Portogallo (bandiera)  | A     | Daniel Podence        |
| 74 | Grecia (bandiera)      | D     | Andreas Ndoj          |
| 77 | Croazia (bandiera)     | A     | Ivan Brnić            |
| 88 | Grecia (bandiera)      | P     | Kōnstantinos Tzolakīs |
| 98 | Norvegia (bandiera)    | A     | Ola Solbakken         |
| 99 | Grecia (bandiera)      | P     | Athanasios Papadoudīs |

## Calciomercato

### Sessione estiva
| Acquisti         | Acquisti                | Acquisti          | Acquisti                   |
| R.               | Nome                    | da                | Modalità                   |
| ---------------- | ----------------------- | ----------------- | -------------------------- |
| D                | Francisco Ortega        | Vélez Sarsfield   | definitivo (4,5 milioni €) |
| C                | Santiago Hezze          | Huracán           | definitivo (4 milioni €)   |
| A                | Daniel Podence          | Wolverhampton     | prestito (1,5 milioni €)   |
| A                | Ola Solbakken           | Roma              | prestito (1,5 milioni €)   |
| A                | Ivan Brnić              | Maribor           | definitivo (1,3 milioni €) |
| A                | Ayoub El Kaabi          | Al-Sadd           | gratuito                   |
| A                | Stevan Jovetić          | Hertha Berlino    | gratuito                   |
| C                | Vicente Iborra          | Villarreal        | gratuito                   |
| D                | Quini                   | Granada           | gratuito                   |
| D                | Giulian Biancone        | Nottingham Forest | n.d.                       |
| D                | Panagiōtīs Retsos       | Verona            | n.d.                       |
| C                | Jordan Holsgrove        | Paços Ferreira    | n.d.                       |
| C                | Gustavo Scarpa          | Nottingham Forest | prestito                   |
| D                | Omar Richards           | Nottingham Forest | prestito                   |
| D                | Jackson Porozo          | Troyes            | prestito                   |
| C                | Sōtīrīs Alexandropoulos | Sporting Lisbona  | prestito                   |
| D                | Nicolás Freire          | Pumas UNAM        | prestito                   |
| Altre operazioni |                         |                   |                            |
| R.               | Nome                    | da                | Modalità                   |
| C                | Mady Camara             | Roma              | fine prestito              |
| A                | Henry Onyekuru          | Adana Demirspor   | fine prestito              |
| C                | Andreas Mpouchalakīs    | Konyaspor         | fine prestito              |
| C                | Pêpê                    | FC Cartagena      | fine prestito              |
| A                | Ahmed Hassan Koka       | Alanyaspor        | fine prestito              |
| C                | Pierre Kunde            | Bochum            | fine prestito              |
| D                | Doron Leidner           | Austria Vienna    | fine prestito              |
| C                | Mamadou Kane            | Pafos             | fine prestito              |
| A                | Maximiliano Lovera      | Iōnikos           | fine prestito              |
| C                | Bandiougou Fadiga       | Iōnikos           | fine prestito              |
| D                | Fōtīs Kitsos            | Omonia            | fine prestito              |

| Cessioni         | Cessioni                  | Cessioni            | Cessioni                   |
| R.               | Nome                      | a                   | Modalità                   |
| ---------------- | ------------------------- | ------------------- | -------------------------- |
| D                | Oleg Reabciuk             | Spartak Mosca       | definitivo (6 milioni €)   |
| C                | Hwang In-beom             | Stella Rossa        | definitivo (5,5 milioni €) |
| A                | Henry Onyekuru            | Adana Demirspor     | definitivo (3,5 milioni €) |
| A                | Philip Zinckernagel       | Club Bruges         | definitivo (2,5 milioni €) |
| A                | Lazar Ranđelović          | Rubin               | definitivo (1 milione €)   |
| C                | Mamadou Kane              | Pafos               | definitivo (1 milione €)   |
| D                | Pape Abou Cissé           | Adana Demirspor     | definitivo (600 mila €)    |
| A                | Zymer Bytyqi              | Antalyaspor         | definitivo (500 mila €)    |
| A                | Maximiliano Lovera        | Rosario Central     | prestito (474 mila €)      |
| C                | Andreas Mpouchalakīs      | Hertha Berlino      | definitivo (400 mila €)    |
| A                | Cédric Bakambu            | Al-Nasr             | gratuito                   |
| A                | Ahmed Hassan Koka         | Pendikspor          | gratuito                   |
| A                | Aboubakar Kamara          | Al-Jazira           | gratuito                   |
| A                | Garry Rodrigues           | Ankaragücü          | gratuito                   |
| C                | Mathieu Valbuena          | Apollōn Limassol    | gratuito                   |
| P                | Ögmundur Kristinsson      | Kīfisias            | gratuito                   |
| D                | Fōtīs Kitsos              | Volo                | n.d.                       |
| D                | Oussenyou Ba              | İstanbul Başakşehir | prestito                   |
| C                | Pêpê                      | Pafos               | fine prestito              |
| D                | Ramon                     | Espanyol            | prestito                   |
| C                | Pierre Kunde              | Atromītos           | prestito                   |
| C                | Jordan Holsgrove          | Estoril Praia       | prestito                   |
| C                | Yann M'Vila               |                     | svincolato                 |
| D                | Sōkratīs Papastathopoulos |                     | svincolato                 |
| C                | Pajtim Kasami             |                     | svincolato                 |
| Altre operazioni |                           |                     |                            |
| R.               | Nome                      | da                  | Modalità                   |
| A                | Sergi Canós               | Brentford           | fine prestito              |
| C                | Diadie Samassékou         | Hoffenheim          | fine prestito              |
| A                | Konrad de la Fuente       | Olympique Marsiglia | fine prestito              |
| D                | Panagiōtīs Retsos         | Verona              | fine prestito              |

### Sessione invernale
| Acquisti         | Acquisti       | Acquisti         | Acquisti                 |
| R.               | Nome           | da               | Modalità                 |
| ---------------- | -------------- | ---------------- | ------------------------ |
| A                | Gelson Martins | Monaco           | definitivo (3 milioni €) |
| C                | Chiquinho      | Benfica          | definitivo (500 mila €)  |
| D                | David Carmo    | Porto            | prestito (250 mila €)    |
| A                | Fran Navarro   | Porto            | prestito (250 mila €)    |
| C                | André Horta    | Braga            | prestito (200 mila €)    |
| D                | Rúben Vezo     | Levante          | n.d.                     |
| D                | Nelson Abbey   | Reading          | n.d.                     |
| A                | Jovane Cabral  | Sporting Lisbona | prestito                 |
| Altre operazioni |                |                  |                          |
| R.               | Nome           | da               | Modalità                 |
| D                | Ramon          | Espanyol         | fine prestito            |

| Cessioni         | Cessioni            | Cessioni          | Cessioni      |
| R.               | Nome                | a                 | Modalità      |
| ---------------- | ------------------- | ----------------- | ------------- |
| D                | Ramon               | Cuiabá            | prestito      |
| D                | Thanasīs Androutsos | Osnabrück         | n.d.          |
| C                | Pep Biel            | Augusta           | n.d.          |
| A                | Marios Vrousai      | Rio Ave           | n.d.          |
| Altre operazioni |                     |                   |               |
| R.               | Nome                | da                | Modalità      |
| A                | Gustavo Scarpa      | Nottingham Forest | fine prestito |
| D                | Jackson Porozo      | Troyes            | fine prestito |
| A                | Ola Solbakken       | Roma              | fine prestito |
| D                | Nicolás Freire      | Pumas UNAM        | fine prestito |

## Risultati

### Souper Ligka Ellada

#### Stagione regolare
| Arbitro: | Papadopoulos |

|                              |           |  |
| Biel 63’ El Kaabi 87’ (rig.) | Marcatori |  |

| Arbitro: | Perrakis |

|                                           |           |  |
| Masouras 32’, 49’ M. Camara 45’ Quini 77’ | Marcatori |  |

| Arbitro: | Manouchos |

|                                                                        |           |  |
| Masouras 17’ Fortounīs 32’ Vasilantōnopoulos 62’ (aut.) El Kaabi 90+5’ | Marcatori |  |

| Arbitro: | Artur Soares Dias |

|           |           |              |
| Ponce 22’ | Marcatori | 38’ El Kaabi |

| Arbitro: | Katoikos |

|                                                                 |           |  |
| El Kaabi 21’ (rig.) Podence 25’ Jovetić 64’ (rig.) Iborra 90+4’ | Marcatori |  |

| Arbitro: | Mohammed Al-Hakim |

|                                                 |           |           |
| Brabec 21’ (aut.) El Kaabi 62’, 70’ Jovetić 84’ | Marcatori | 47’ Pardo |

| Arbitro: | Manouchos |

|  |           |                                |
|  | Marcatori | 17’, 23’ Podence 90+1’ Rodinei |

| Il Pireo 22 ottobre 2023, ore 19:30 EEST 8ª giornata | Olympiacos    | 0 – 3 (a tav.) referto | Panathīnaïkos | Stadio Geōrgios Karaiskakīs (31 914 spett.)\| Arbitro: \| Fabio Maresca \| |
| Arbitro:                                             | Fabio Maresca |                        |               |                                                                            |

| Arbitro: | Diamantopoulos |

|  |           |                  |
|  | Marcatori | 10’, 54’ Podence |

| Arbitro: | Schlager |

|                              |           |                                                 |
| Fortounīs 86’ Masouras 90+8’ | Marcatori | 38’ Živković 56’ (rig.), 65’ Brandon 78’ Ozdoev |

| Arbitro: | Papadopoulos |

|  |           |                      |
|  | Marcatori | 69’, 90+6’ Fortounīs |

| Arbitro: | Perrakis |

|                                                 |           |                       |
| Oikonomou 17’ (aut.) Fortounīs 40’ El Kaabi 70’ | Marcatori | 13’ Chatzītheodōridīs |

| Arbitro: | Papapetrou |

|                                       |           |                                               |
| Mōraïtīs 20’ (rig.) García 51’ (rig.) | Marcatori | 44’ (rig.) El Kaabi 54’ (aut.) Kalogeropoulos |

| Arbitro: | Tsagarakis |

|  |           |                     |
|  | Marcatori | 65’ (rig.) El Kaabi |

| Peristeri 21 dicembre 2023, ore 20:30 EET 15ª giornata | Atromītos | 0 – 0 referto | Olympiacos | Peristeri Stadium (0 spett.)\| Arbitro: \| Zampalas \| |
| Arbitro:                                               | Zampalas  |               |            |                                                        |

| Arbitro: | Diamantopoulos |

|           |           |  |
| Slivka 4’ | Marcatori |  |

| Arbitro: | Boris Marhefka |

|              |           |                           |
| Masouras 44’ | Marcatori | 32’ Levi García 40’ Zuber |

| Arbitro: | Manouchos |

|  |           |                                              |
|  | Marcatori | 11’ Masouras 39’ (rig.) Navarro 85’ El-Arabi |

| Arbitro: | Morten Krogh |

|                    |           |                                |
| Quini 90+1’ (aut.) | Marcatori | 17’ Navarro 21’ (rig.) Rodinei |

| Arbitro: | Perrakis |

|                                    |           |                  |
| Ntoi 57’ Navarro 65’ Jovetić 90+3’ | Marcatori | 75’ (rig.) Conde |

| Arbitro: | Jablonski |

|                            |           |  |
| Bernard 25’ Jeremejeff 60’ | Marcatori |  |

| Arbitro: | Tsimenteridis |

|                                                    |           |  |
| Masouras 6’ El Kaabi 10’ Podence 34’ Fortounīs 58’ | Marcatori |  |

| Arbitro: | Dingert |

|              |           |                                           |
| Despodov 39’ | Marcatori | 29’ Navarro 54’ Podence 83’, 90’ El Kaabi |

| Arbitro: | Fotias |

|                          |           |               |
| El Kaabi 79’ (rig.), 87’ | Marcatori | 45’ Jablonski |

| Arbitro: | Polychronis |

|               |           |                                  |
| F. Duarte 33’ | Marcatori | 62’ (aut.) Torrejón 79’ El Kaabi |

| Arbitro: | Tsagarakis |

|                                        |           |  |
| El Kaabi 27’, 45+6’ (rig.) Jovetić 87’ | Marcatori |  |

#### Poule scudetto
| Arbitro: | Schlager |

|             |           |                                    |
| Podence 24’ | Marcatori | 41’ Bakasetas 45+4’, 70’ Iōannidīs |

| Arbitro: | Jug |

|                |           |  |
| Eliasson 90+1’ | Marcatori |  |

| Arbitro: | Wattellier |

|                                           |           |  |
| El Kaabi 6’ Podence 60’ João Carvalho 89’ | Marcatori |  |

| Arbitro: | Tsakalidis |

|          |           |                                                                                            |
| Lake 88’ | Marcatori | 22’ Jovetić 26’ (rig.) El Kaabi 45+1’ (aut.) Papadopoulos 81’ (aut.) Kornezos 85’ El-Arabi |

| Arbitro: | Delajod |

|                         |           |  |
| Taison 26’ Živković 65’ | Marcatori |  |

| Arbitro: | Nogueira |

|                          |           |                      |
| Quini 27’ G. Martins 61’ | Marcatori | 90+2’ Marcos Antônio |

| Arbitro: | Obrenović |

|           |           |                |
| Morón 48’ | Marcatori | 53’ G. Martins |

| Arbitro: | Diamantopoulos |

|                                                                |           |           |
| Chiquinho 24’ F. Navarro 27’ Podence 52’ Alexandropoulos 90+3’ | Marcatori | 64’ Tošić |

| Arbitro: | Stieler |

|                     |           |  |
| A. Horta 65’, 90+2’ | Marcatori |  |

| Arbitro: | Godinho |

|                                    |           |                         |
| Bakasetas 45+5’ (rig.) Bernard 59’ | Marcatori | 73’ Podence 81’ Jovetić |

### Coppa di Grecia
| Arbitro: | Weinberger |

|               |           |                     |
| Iōannidīs 65’ | Marcatori | 45’ Alexandropoulos |

| Arbitro: | Higler |

|                                                                   |                      |                                                                        |
| Rodinei Martins Jovetic Podence Carvalho Vrousai Ortega M. Camara | Tiri di rigore 6 – 7 | Aitor R. Pérez Arão Jedvaj Mladenović Kotsiras Vagiannidīs Schenkeveld |

### Europa League

#### Turni preliminari di qualificazione
| Arbitro: | Glenn Nyberg |

|              |           |  |
| Fortounīs 1’ | Marcatori |  |

| Arbitro: | Tobias Stieler |

|                    |           |                       |
| Pantsil 30’ (rig.) | Marcatori | 90+6’ Alexandropoulos |

| Arbitro: | Donatas Rumšas |

|                                |           |                   |
| El Kaabi 3’, 40’ Fortounīs 16’ | Marcatori | 90+3’ Miladinović |

| Arbitro: | Danny Makkelie |

|  |           |                                    |
|  | Marcatori | 34’ Masouras 45+1’ Biel 53’ Retsos |

#### Fase a gironi
| Arbitro: | Allard Lindhout |

|                   |           |                                          |
| El Kaabi 40’, 75’ | Marcatori | 9’ Sallai 45+7’ (rig.) Grifo 86’ Philipp |

| Arbitro: | Benoît Bastien |

|                          |           |                          |
| Đakovac 63’ Pantović 90’ | Marcatori | 16’ Masouras 57’ Podence |

| Arbitro: | Andris Treimanis |

|                             |           |             |
| Fortounīs 33’ Rodinei 45+1’ | Marcatori | 87’ Paquetá |

| Arbitro: | Matej Jug |

|             |           |  |
| Paquetà 73’ | Marcatori |  |

| Arbitro: | Irfan Peljto |

|                                                |           |  |
| Gregoritsch 3’, 8’, 36’ Sildillia 42’ Dōan 77’ | Marcatori |  |

| Arbitro: | Morten Krogh |

|                                                            |           |                          |
| El Kaabi 21’ Podence 40’, 42’ Ilić 46’ (aut.) El-Arabi 68’ | Marcatori | 48’ Đakovac 61’ Ćirković |

### Conference League

#### Fase a eliminazione diretta

##### Spareggi
| Arbitro: | Nyberg |

|              |           |  |
| El Kaabi 83’ | Marcatori |  |

| Arbitro: | Turpin |

|  |           |                     |
|  | Marcatori | 45’ (rig.) El Kaabi |

##### Ottavi di finale
| Arbitro: | Pawson |

|              |           |                                     |
| El Kaabi 13’ | Marcatori | 4’, 30’ Zahavi 9’ Shahar 74’ Peretz |

| Arbitro: | Mariani |

|                   |           |                                                                         |
| Zahavi 57’ (rig.) | Marcatori | 10’ Podence 36’ Fortounis 45+3’, 65’ El Kaabi 93’ Jovetić 103’ El-Arabi |

##### Quarti di finale
| Arbitro: | Schärer |

|                                        |           |                              |
| Fortounīs 8’ Jovetić 32’ Chiquinho 57’ | Marcatori | 68’ (rig.) Tadić 74’ Kahveci |

| Arbitro: | Stieler |

|                                     |                      |                                          |
| Kahveci 11’                         | Marcatori            |                                          |
| Tadić Batshuayi Ünder Djiku Bonucci | Tiri di rigore 2 – 3 | El Kaabi El-Arabi Horta Masouras Rodinei |

##### Semifinali
| Arbitro: | Guida |

|                         |           |                                         |
| Watkins 45+1’ Diaby 52’ | Marcatori | 16’, 29’, 56’ (rig.) El Kaabi 67’ Hezze |

| Arbitro: | Zwayer |

|                   |           |  |
| El Kaabi 10’, 81’ | Marcatori |  |

##### Finale
| Arbitro: | Soares Dias |

|               |           |  |
| El Kaabi 116’ | Marcatori |  |

## Statistiche finali

### Statistiche di squadra
Statistiche aggiornate al 29 maggio 2024
| Competizione        | Punti | In casa | In casa | In casa | In casa | In casa | In casa | In trasferta | In trasferta | In trasferta | In trasferta | In trasferta | In trasferta | In campo neutro | In campo neutro | In campo neutro | In campo neutro | In campo neutro | In campo neutro | Totale | Totale | Totale | Totale | Totale | Totale | DR  |
| Competizione        | Punti | G       | V       | N       | P       | Gf      | Gs      | G            | V            | N            | P            | Gf           | Gs           | G               | V               | N               | P               | Gf              | Gs              | G      | V      | N      | P      | Gf     | Gs     | DR  |
| ------------------- | ----- | ------- | ------- | ------- | ------- | ------- | ------- | ------------ | ------------ | ------------ | ------------ | ------------ | ------------ | --------------- | --------------- | --------------- | --------------- | --------------- | --------------- | ------ | ------ | ------ | ------ | ------ | ------ | --- |
| Souper Ligka Ellada | 74    | 18      | 14      | 0       | 4       | 48      | 18      | 18           | 9            | 5            | 4            | 30           | 18           | -               | -               | -               | -               | -               | -               | 36     | 23     | 5      | 8      | 78     | 36     | +42 |
| Coppa di Grecia     | -     | 1       | 0       | 1       | 0       | 0       | 0       | 1            | 0            | 1            | 0            | 1            | 1            | -               | -               | -               | -               | -               | -               | 2      | 0      | 2      | 0      | 1      | 1      | 0   |
| Europa League       | -     | 5       | 4       | 0       | 1       | 13      | 7       | 5            | 1            | 2            | 2            | 6            | 9            | -               | -               | -               | -               | -               | -               | 10     | 5      | 2      | 3      | 19     | 16     | +3  |
| Conference League   | -     | 4       | 3       | 0       | 1       | 7       | 6       | 4            | 3            | 0            | 1            | 11           | 4            | 1               | 1               | 0               | 0               | 1               | 0               | 9      | 7      | 0      | 2      | 19     | 10     | +9  |
| Totale              | -     | 28      | 21      | 1       | 6       | 68      | 31      | 28           | 13           | 8            | 7            | 48           | 32           | 1               | 1               | 0               | 0               | 1               | 0               | 55     | 33     | 9      | 13     | 117    | 63     | +54 |

### Andamento in campionato
| Giornata  | 1 | 2 | 3 | 4 | 5 | 6 | 7 | 8 | 9 | 10 | 11 | 12 | 13 | 14 | 15 | 16 | 17 | 18 | 19 | 20 | 21 | 22 | 23 | 24 | 25 | 26 | 27 | 28 | 29 | 30 | 31 | 32 | 33 | 34 | 35 | 36 |
| --------- | - | - | - | - | - | - | - | - | - | -- | -- | -- | -- | -- | -- | -- | -- | -- | -- | -- | -- | -- | -- | -- | -- | -- | -- | -- | -- | -- | -- | -- | -- | -- | -- | -- |
| Luogo     | C | C | C | T | C | C | T | C | T | C  | T  | C  | T  | T  | T  | T  | C  | T  | T  | C  | T  | C  | T  | C  | T  | C  | C  | T  | C  | T  | T  | C  | T  | C  | C  | T  |
| Risultato | V | V | V | N | V | V | V | P | V | P  | V  | V  | N  | V  | N  | P  | P  | V  | V  | V  | P  | V  | V  | V  | V  | V  | P  | P  | V  | V  | P  | V  | N  | V  | V  | N  |
| Posizione | 3 | 1 | 1 | 1 | 1 | 1 | 1 | 2 | 2 | 2  | 2  | 2  | 4  | 4  | 3  | 4  | 4  | 4  | 4  | 4  | 4  | 4  | 4  | 4  | 4  | 3  | 4  | 4  | 4  | 4  | 4  | 4  | 4  | 4  | 3  | 3  |

Legenda:

Luogo: C = Casa; T = Trasferta. Risultato: V = Vittoria; N = Pareggio; P = Sconfitta.